# Achotla
Achotla är en ort i Mexiko.   Den ligger i kommunen Arcelia och delstaten Guerrero, i den södra delen av landet, 180 km sydväst om huvudstaden Mexico City. Achotla ligger 961 meter över havet och antalet invånare är 136.
Terrängen runt Achotla är kuperad söderut, men norrut är den bergig. Runt Achotla är det ganska glesbefolkat, med 34 invånare per kvadratkilometer. Närmaste större samhälle är Valle Galeana, 7,9 km väster om Achotla. I omgivningarna runt Achotla växer huvudsakligen savannskog.